# Nozomi Osako
Nozomi Osako (født 27. november 1990) er en japansk fodboldspiller, som spiller for den japanske fodboldklub Fujieda MYFC.